# 臺南市私立鳳和高級中學
臺南市私立鳳和高級中學，簡稱鳳和中學，位於臺灣臺南市柳營區東昇里，創校於1962年，設有國中部。因為少子化的影響，辦學59年后，在108學年度（2019年）停止招生，2025年教育部通過解散。

## 歷屆校長
以下所列者為歷屆校長：
| 屆次 | 姓名   | 任期           | 備註                                                              |
| ---- | ------ | -------------- | ----------------------------------------------------------------- |
| 1    | 黃朱清 | 1962年－1968年 | 1962年7月，奉准立案為「台灣省台南縣私立鳳和初級中學」。           |
| 2    | 楊鳳和 | 1968年－1982年 | 1968年黃朱清校長因病請辭，由創辦人楊鳳和先生親自接掌校務。        |
| 代理 | 郭英斌 | 1982年－1984年 | 1982年楊鳳和校長因病逝世，由教務主任郭英斌代理校務。              |
| 3    | 陳茂雄 | 1984年－2004年 | 1984年郭英斌校長請辭，由陳茂雄先生擔任校長。                      |
| 代理 | 楊金良 | 2004年－2005年 | 2004年7月陳茂雄校長辦理退休，聘任楊金良先生擔任代理校長綜理校務。 |
| 4    | 郭英斌 | 2005年－2006年 | 2005年1月楊金良校長借調期滿，聘任郭英斌先生擔任校長。             |
| 5    | 王昌德 | 2006年－2012年 |                                                                   |
| 6    | 邱順命 | 2012年－2013年 | 聘任嘉義市北興國中退休校長邱順命擔任校長。                        |
| 代理 | 林青蓉 | 2013年－2014年 | 2013年7月邱順命校長因故請辭，林青蓉女士代理校長職務。學校由盈轉虧 |
| 7    | 林英芳 | 2014年－2015年 | 2014年2月林青蓉校長代理期滿，林英芳先生接替校長職務。             |
| 8    | 林青蓉 | 2015-2016年    |                                                                   |
| 9    | 林明正 | 2016-2017      |                                                                   |
| 代理 | 王昌德 | 2017-停辦      |                                                                   |

## 行政單位
以下所列者為現任行政單位：
- 校　長　王昌德校長
- 教務處　林宏亮主任
  - 教學組　主任兼任
  - 註冊組   許淑睆組長
- 學務處　張芳淇主任
  - 訓育組　郭炯廷組長
  - 體衛組　吳侃靜組長
- 輔導處　劉樂倫主任
- 總務處　 殷秀珠主任
  - 出納組　胡慧蓮組長
- 人事室  楊秋燕主任
- 會計室　許月霞主任
- 教官室　施富洋教官

## 校內建築
- 東西向教學大樓有三棟。第一棟為三樓建築，其最低樓層一半在地下，2001年納莉颱風造成的淹水曾經把一樓完全淹沒，造成國中部損失慘重；第二棟有兩層樓，2000年後，改作社團教室或桌球室等特別教室使用；第三棟為三樓建築，作為高中部的教室。第二棟和第三棟之間有一草坪，平時的升旗典禮在此舉行。
- 宿舍大樓：包括大廳、宿舍、和烘培教室。一樓大廳平時當作室內桌球室、體育館，畢業典禮也是在此舉行，有時也會作為比賽或表演的場地；二樓以上作為宿舍使用。
- 聲喈樓：1996年校方將靠近省1線公路旁的校舍拆除，開始興建新的教學大樓，並於1999年左右完工，以創辦人楊聲喈的名字命名，為全校最新、最高的建築；物理和化學實驗室、美術教室、音樂教室、視聽教室、語言教室、電算中心都在這棟建築。

## 學校概況
- 班級組成

分國、高中部，每年級約1～2班，每班35～45人
- 就讀費用

學雜費每學期約2.7萬元
- 學校特色說明

1.導師責任制，科任包班制，將班級交給導師三年，並由導師主導科任教師。
2.多元化教學，除了一般學科以外還重視外語、自然科學實驗、體育、美術社團、戶外教學、認識鄉土。
3.獎助金制度，對於成績優異之學生，設有優渥獎學金以鼓勵同學努力向學，每年發出獎學金將近新台幣兩千萬元之數，受獎人數達學生總數三分之一以上。
- 英語教學狀況

一般英語課沒有能力分班，有外師會話課可供有意願學生另外繳費選讀。
- 招生時程及方式

按照會考免試入學程序辦理
- 新生超額審核方式

按照會考免試入學程序辦理
- 住宿其他資料

提供6人一間房型

## 活動
- 健行：每學年下學期大約在3月底左右，會舉行健行活動，早上從學校出發一直走到尖山埤水庫，中午用餐後再走回原路。
- 校慶園遊會暨運動大會：每學年上學期大約在10月左右，會舉行校慶園遊會，並聯合舉辦運動大會（通常為一日），惟50周年校慶大會舉行兩日活動。

## 外部連結
- 臺南市私立鳳和高級中學全球資訊網